# 陪嫁婢女
陪嫁婢女、陪嫁丫鬟、陪嫁丫頭，指女性結婚時随嫁到男方家的婢女（丫鬟）。通常是陪嫁奴仆中年轻的女性，担任女性貼身侍女的职责。奴婢和长工身份的仆人在近代之前的中国社会不具备独立人格权利，被视为主人的财产。秦汉以来，富裕家庭在女子出嫁时将他们作为陪嫁财产，成为流行习俗:135，即是陪嫁、陪房:44、陪嫁人。有些陪嫁婢女會成为女性丈夫的妾，即是婢妾，称之为媵、媵妾、媵婢、陪嫁媵。明清时，以陪嫁婢女为妾在江浙、福建、广东等地为约定俗成的事情:135—137。
近代文学作品中的描述，《二十年目睹之怪现状》第三二回：“ 鸿甫的那一位老姨太太，本是他夫人的陪嫁鸦头（丫头）。” 巴金《新生·三月十六日》：“陪伴母亲的就只有那个跟着母亲陪嫁到我们家来的老婢女。”典型的媵妾还有《红楼梦》中陪王熙凤嫁到贾家的平儿。
与明清媵妾研究相关的文章中，作者认为侍女和保姆身份的陪嫁婢女在女主人成婚前，即有长期生活的基础，与一般家仆相比，形成了“旧时代家庭一种比较特别的主奴关系”。相互之间“产生一定的感情”，以及温情存在:138—139。

## 备注
1. ↑  陪嫁奴仆中，亦会有身份为保姆的年长女仆[1]:138。